# CHL Import Draft 1995
CHL Import Draft 1995 – 4. draft CHL w historii. Łącznie wybrano 47 zawodników.

## Wybrani
Pozycje: B – bramkarz, O – obrońca, C – center, LS – lewoskrzydłowy, PS – prawoskrzydłowy

Ligi: OHL – Ontario Hockey League, QMJHL – Quebec Major Junior Hockey League, WHL – Western Hockey League
| #  | Zawodnik (pozycja)     | Pochodzenie | Klub macierzysty             | Klub wybierający (liga)              |
| -- | ---------------------- | ----------- | ---------------------------- | ------------------------------------ |
| 1  | Borys Procenko (PS)    | Ukraina     | Fernie Ghostriders           | Calgary Hitmen (WHL)                 |
| 2  | Jan Bulis (C)          | Czechy      | Kelowna Spartans             | Barrie Colts (OHL)                   |
| 6  | Pavel Rosa (PS)        | Czechy      | HC Litvínov                  | Val-d’Or Foreurs (QMJHL)             |
| 8  | Siergiej Samsonow (LS) | Rosja       | CSKA Moskwa                  | Ottawa 67’s (OHL)                    |
| 17 | Jan Hlaváč (LS)        | Czechy      | Sparta Praga                 | Niagara Falls Thunder (OHL)          |
| 22 | Jaroslav Obšut (O)     | Słowacja    | North Battleford North Stars | Swift Current Broncos (WHL)          |
| 24 | Tomáš Vokoun (B)       | Czechy      | HC Kladno                    | Sherbrooke Faucons (QMJHL)           |
| 26 | Jewgienij Korolow (O)  | Rosja       | CSKA 2 Moskwa                | Peterborough Petes (OHL)             |
| 27 | Ľuboš Bartečko (LS)    | Słowacja    | ŠKP PS Poprad                | Chicoutimi Saguenéens (QMJHL)        |
| 34 | Michal Handzuš (C)     | Słowacja    | SK Iskra Banská Bystrica     | Hull Olympiques (QMJHL)              |
| 35 | Josef Straka (C)       | Czechy      | HC Litvínov                  | Tacoma Rockets (WHL)                 |
| 40 | Dainius Zubrus (PS)    | Litwa       | Salamandra Charków U20       | Laval Titan Collège Français (QMJHL) |
| 41 | Serhij Warłamow (LS)   | Ukraina     | Nelson Maple Leafs           | Prince Albert Raiders (WHL)          |